# Riceville (Tennessee)
Riceville es un lugar designado por el censo ubicado en el condado de McMinn en el estado estadounidense de Tennessee. En el Censo de 2010 tenía una población de 670 habitantes y una densidad poblacional de 118,83 personas por km².

## Geografía
Riceville se encuentra ubicado en las coordenadas 35°23′22″N 84°41′56″O / 35.38944, -84.69889. Según la Oficina del Censo de los Estados Unidos, Riceville tiene una superficie total de 5.64 km², de la cual 5.64 km² corresponden a tierra firme y (0%) 0 km² es agua.

## Demografía
Según el censo de 2010, había 670 personas residiendo en Riceville. La densidad de población era de 118,83 hab./km². De los 670 habitantes, Riceville estaba compuesto por el 92.99% blancos, el 2.54% eran afroamericanos, el 0.15% eran amerindios, el 1.34% eran asiáticos, el 0% eran isleños del Pacífico, el 1.34% eran de otras razas y el 1.64% pertenecían a dos o más razas. Del total de la población el 1.64% eran hispanos o latinos de cualquier raza.